# عروس کاغذی
عروس کاغذی فیلمی به کارگردانی حجت‌الله سیفی و نویسندگی حجت‌الله سیفی و ناهید رضایی محصول سال ۱۳۷۴ است.

## بازیگران
- محمود شولی‌زاده
- مژگان پوریگانه
- محمد امامی
- فریدون سیفی
- متین سیفی
- حسین محب‌اهری
- هما خاکپاش
- منصور یزدانی
- حمید ارسالی
- هادی مجیدی
- فرحناز مهر
- فروزان رحیمی
- فیض‌الله مهدی‌خانی
- اکبر رحیمی
- زهرا محمدی
- پرستو بیگلری
- مصطفی کاشی
- سمیه محمدی
- مونا سیفی
- شراره رخام